# Konzervativní alternativa
Konzervativní alternativa (zkratka KOAL) bylo české krajně pravicové národně konzervativní politické hnutí. Vzniklo 1. září 1999 odchodem skupiny nacionalisticky založených sociálních demokratů z ČSSD. V červenci 2010 přišli do strany noví členové, kteří změnili politické směřování subjektu.[zdroj?] V roce 2019 hnutí kandidovalo ve volbách do Evropského parlamentu se ziskem 235 hlasů.
Heslem strany byl slogan Čechy Čechům a součástí ideologie myšlenka slovanské vzájemnosti.[zdroj?]
V lednu 2022 vláda navrhla pozastavit činnost hnutí, protože neplnilo zákonné povinnosti. K pozastavení došlo 16. března 2022.
Nejvyšší správní soud hnutí rozpustil v prosinci 2023.

## Předsedové
- Pavel Svoboda – do 17. 7. 2010
- Jan Skácel – od 17. 1. 2010 do 17. 11. 2018
- František Němec – od 11. 2. 2019 do 1. 8. 2020

## Vývoj názvu a zkratky
- České sociálně demokratické hnutí (ČSDH) – 1. 1. 2001 až 28. 7. 2003
- České hnutí za národní jednotu (ČHNJ) – 28. 7. 2003 až 12. 3. 2019
- Konzervativní alternativa (KOAL) – od 12. 3. 2019 až 12. 12. 2023